# Charles Hudson
Pour les articles homonymes, voir Hudson.
Le révérend Charles Hudson (né le 4 octobre 1828 à Ripon dans le Yorkshire– et mort le 14 juillet 1865 au Cervin) est un chapelain anglican et alpiniste anglais.
Ce fut l'un des principaux alpinistes de l'âge d'or de la conquête des Alpes, dans la seconde moitié du XIXe siècle, et l'un des pionniers de l'alpinisme sans guide. À la tête d'une expédition comprenant Edward John Stevenson, Christopher et James Grenville Smith, E.S. Kennedy, Charles Ainslie et G.C. Joad, il fit notamment en 1855 la première ascension sans guide du mont Blanc, ayant fait quelques jours auparavant lors d'une tentative, la première ascension officielle du mont Blanc du Tacul.
Le 1er août 1855, il participa à la première ascension de la pointe Dufour, point culminant du mont Rose (avec J. Birkbeck, C. Smyth, J. G. Smyth, E. J. Stevenson et les guides Ulrich Lauener, J. Zumtaugwald et un porteur).

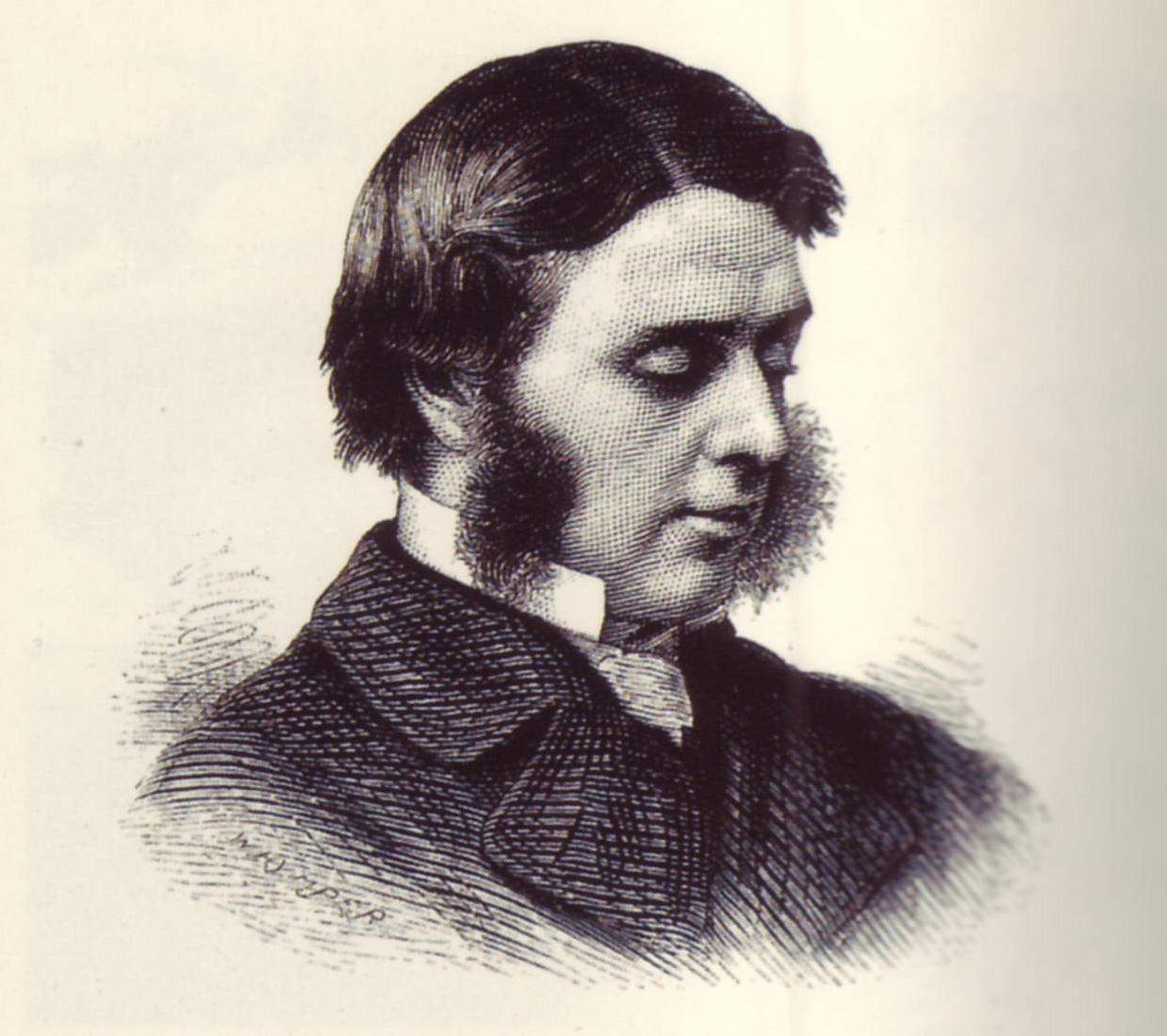
Charles Hudson - gravure de Edward Whymper

Le 5 juillet 1865, quelques jours après la première par Edward Whymper avec Christian Almer et Franz Biner, il fit la seconde ascension de l'aiguille Verte, la première par l'arête du Moine (avec G. C Hodgkinson, T. S. Kennedy et les guides Michel Croz, Michel Ducroz et Peter Perren).
|                                                                                              |  |  |
| La première ascension et la tragédie du Cervin, le 14 juillet 1865 - gravure de Gustave Doré |  |  |

Il se tue le 14 juillet 1865, en descendant de la première ascension du Cervin. Edward Whymper, qui avait prévu une nouvelle tentative avec Lord Francis Douglas, apprit que Hudson avait le même objectif :

« En rentrant à l'hôtel du Mont-Rose qui aperçûmes-nous tout d'abord, assis tranquillement sur le petit mur devant la porte ? Mon ancien guide chef Michel Croz. […] Croz avait été engagé par le révérend Charles Hudson ; tous deux étaient arrivés à Zermatt dans le même but que nous : pour tenter l'ascension du Cervin ! Lord Francis Douglas et moi dinâmes au Mont-Rose ; à peine avions-nous achevé notre repas que M. Hudson entra avec un de ses amis dans la salle à manger. Ils venaient d'examiner le Cervin, et quelques oisifs, assis dans la salle, leur demandèrent ce qu'ils comptaient faire. La réponse de M. Hudson confirma le récit de Croz : ils devaient partir le lendemain en même temps que nous. Sortis de la salle pour nous consulter nous tombâmes d'accord qu'il serait vraiment fâcheux de voir deux expéditions indépendantes tenter en même temps la même ascension. Nous allâmes donc inviter M. Hudson à se joindre à nous, il voulut bien accepter notre proposition. Cependant, avant d'admettre dans notre expédition son ami M. Hadow, je crus devoir m'informer des courses qu'il avait faites dans les Alpes ; M. Hudson me répondit, autant qu'il m'en souvient : “M. Hadow a fait l'ascension du mont Blanc en moins de temps que la plupart des autres ascensionnistes”. »

Après le succès, au début de la descente, le jeune et inexpérimenté Hadow glissa, malgré l'aide de Croz, et emporta avec lui Croz, Hudson et Douglas, la corde reliant Douglas à Peter Taugwalder père se cassant, le sauvant ainsi que son fils et Whymper qui fermait la cordée. Le corps de Hudson fut retrouvé et enterré dans l'église de Zermatt.

## Ouvrage
- (en) Charles Hudson, Edward Shirley Kennedy, Where there's a will there's a way : an ascent of mont Blanc by a new route and without guides, 1856 [lire en ligne]
Charles Hudson, Edward Shirley Kennedy, Où Il y a une Volonté, Il y a un chemin - Une ascension du mont Blanc par un nouvel itinéraire et sans guide, augmentée de deux ascensions du mont Rose, Éditions de Belledonne, coll. « Les classiques inédits de l'alpinisme », 2001

### Filmographie
- Christophe Delachat, Sur les traces de Charles Hudson, documentaire de 52 min.